# Korporatisme
Korporatisme er et politisk og økonomisk system, hvor samfundets forskellige interessegrupper ikke modarbejder hinanden i form af strejker, lockouts, men derimod målbevidst arbejder sammen om at nå til enighed.[kilde mangler] Korporatisme betyder oversat fra latin noget i retning af kropsskab, samfundet opfattes som en sammenhængende krop, hvor hver enkelt del er uundværlig for kroppen. Dette kendes også som organismetanken.

## Statslig Korporatisme
I det fascistiske Italien og det nazistiske Tyskland, og til dels også Sovjetunionen, blev korporatismen udøvet sådan, at alle interesseorganisationer, eksempelvis fagbevægelser, blev tvunget til at acceptere løn og arbejdsvilkårene. Alle grupper skulle ofre sig til statens fælles bedste. Grundtanken er, at alle statens indbyggere dybest set har samme mål, nemlig fremgang for nationen, og at de derfor skal bilægge indbyrdes strid og afskaffe opdelingen i klasser og samfundsgrupper til fordel for at arbejde sammen til nationens fremme.

## Neo-Korporatisme
På grund af sammenhængen med tidligere tiders autoritære, totalitære regimer har korporatisme fået en negativ klang.[kilde mangler]
I en nyere betydning er de skandinaviske lande og Belgien dog blevet fremhævet som eksempler på frivillig korporatisme, hvor interessegrupper, i dette tilfælde uden statslig indblanding, indgår bindende aftaler på vegne af gruppens medlemmer.[kilde mangler]